# Andricus kollari
Andricus kollari (Hartig, 1843), è un insetto imenottero appartenente alla famiglia Cynipidae, diffuso in Europa.

## Biologia
Questo insetto esiste in due diverse forme morfologiche: la prima, quella asessuata, di 3,5-4,5 mm di lunghezza, e quella sessuata, molto meno grande e lunga circa 1,7–2 mm.

L'insetto è il responsabile delle galle (o cecidi) che provoca su diverse specie di quercia. L'insetto depone le uova sulla corteccia degli alberi, in particolare in corrispondenza dei rami. La larva che si sviluppa inietta nella pianta sostanze che vanno ad attivare una incontrollata proliferazione cellulare. Si forma così una escrescenza di forma globulare di materiale legnoso e poroso. 

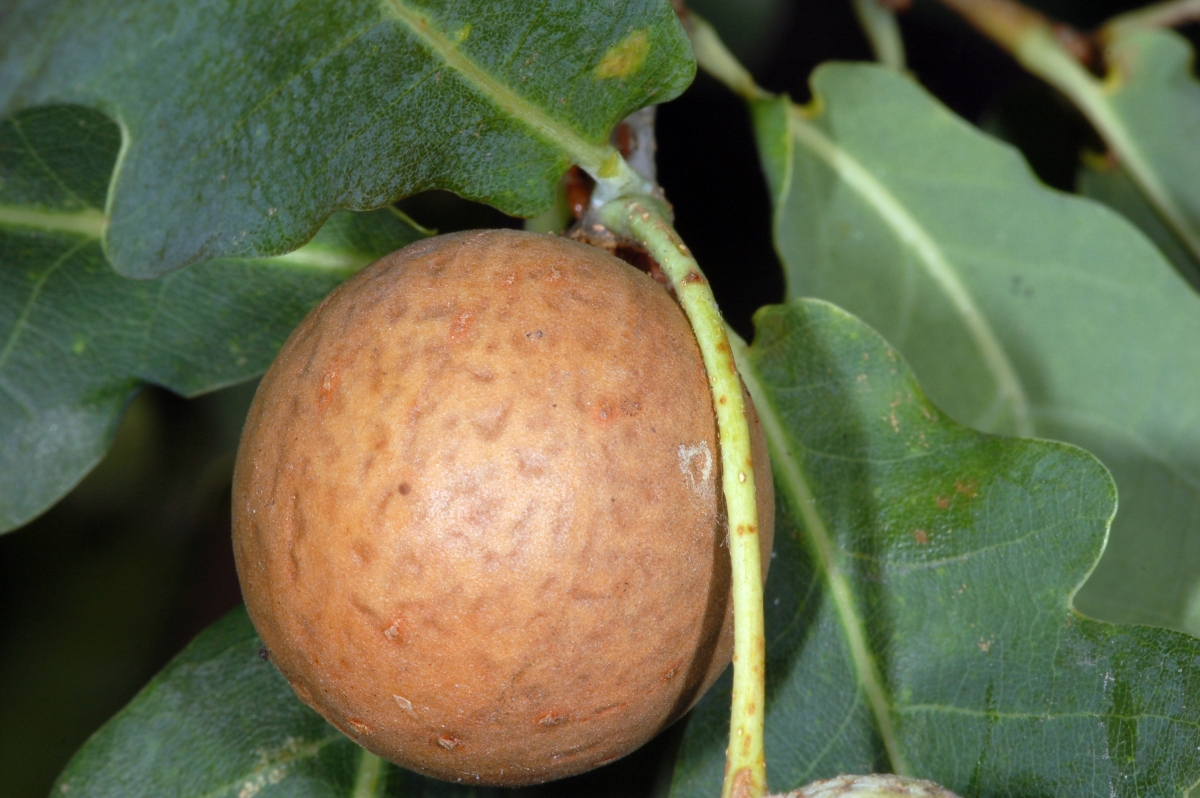
Cecidio provocato da Andricus kollari

 Nel frattempo la larva si evolve nella prima forma adulta e con le proprie mandibole comincia a scavare una galleria nella galla allestendovi il proprio rifugio. Gli insetti che si evolvono dalla larva sono tutte femmine e si riproducono per partenogenesi.
Questi insetti hanno vita breve in forma da adulti, circa 1 o 2 settimane, e cominciano a deporre uova fertili, ma non ancora fecondate, sulle gemme dei rami di Quercus cerris. Si formano delle piccole galle, di 2–3 mm dentro le quali le uova passano l'inverno e, in primavera tra aprile e maggio, ne nascono le forme sessuate, maschi e femmine, che hanno dimensioni minori rispetto a quelle asessuate. Le forme sessuate si riproducono e le femmine partono per la ricerca di nuovi rami di quercia.

## Distribuzione
La specie è presente in Europa, ed in particolare in Portogallo continentale, Spagna continentale, Andorra, Gran Bretagna, Francia continentale, Belgio, Paesi Bassi, Danimarca, Germania, Austria, Italia, Polonia, Repubblica Ceca, Slovacchia, Ungheria, Romania, Moldavia, Slovenia, Croazia, Bosnia ed Erzegovina, Montenegro, Serbia, Kosovo, Macedonia del Nord, Bulgaria, Grecia continentale e Ucraina.